# Isla Guava
Isla Guava (Guava Island) es una película musical estadounidense de 2019 dirigida por Hiro Murai (su debut como director de largometraje) con un guion de Stephen Glover a partir de una historia de Donald Glover, Stephen Glover, Ibra Ake, Jamal Olori y Fam Udeorji. Está protagonizada por Donald Glover y Rihanna en los papeles principales de Deni y Kofi, respectivamente, y se exhibió por primera vez en el Festival de Coachella el 11 de abril de 2019. Luego, Amazon Studios lo lanzó el 13 de abril de 2019 a través de Amazon Prime Video para que cualquiera lo vea sin una suscripción durante 18 horas antes de estar disponible solo para suscriptores Prime. En la última hora de las 18, la película fue transmitida por la página de YouTube de Coachella y Twitch. Donald Glover co-encabezó el evento como Childish Gambino.

## Trama
Un cuento popular animado narrado por Kofi Novia (Rihanna) presenta los orígenes de Guava Island y la música interpretada por Deni Maroon (Donald Glover), una celebridad local que vive con Kofi. Se despierta con Deni tocando una melodía en su guitarra. Sale corriendo de su casa y es recibido por muchos transeúntes en la calle camino al trabajo; Deni organiza un festival de música que todo el pueblo espera con ansias. Es asaltado por un grupo de niños que conoce y los convence de que no le roben prometiéndoles asientos al frente en el festival. Kofi trabaja en una fábrica como costurera con Yara, mientras que Deni trabaja para Red Cargo, propiedad de un déspota magnate de los negocios llamado Red que emplea a la mayoría de las personas en la isla. Mientras está en el trabajo, un empleado detalla lo que haría si pudiera emigrar a Estados Unidos, lo que Deni tacha de ignorante (" This Is America "). Deni es secuestrada y llevada a la oficina de Red. Red soborna a Deni para que cancele su festival para que no interrumpa la productividad al día siguiente. Cuando Deni cuestiona su poder, Red destruye su guitarra.

Regresa con Kofi, quien le pregunta sobre su lesión y la ausencia de su guitarra. Deni ignora su pregunta y, en cambio, le da una serenata con la canción que había prometido escribir desde que eran niños (" Summertime Magic "). Deni de repente tiene que irse. Más tarde en el trabajo, Kofi le dice a Yara que se resiste a decirle a Deni que está embarazada debido a su estilo de vida de espíritu libre. Inspirado por dos niños, Zoila y Mapi ("Time"), Deni vuelve a actuar en la radio y anuncia que estará en el festival (" Feels Like Summer "). Kofi es emboscado por Red mientras ambos buscan a Deni; Red le pide a Kofi que le diga que se rompa una pierna. Deni comienza tarde el festival e interpreta una canción dedicada a Zoila y Mapi ("Sábado"). Kofi ve a un pistolero enmascarado justo antes de que abra fuego en el escenario. Deni escapa a un callejón, pero el pistolero lo encuentra y lo asesina.

Red está complacido, pero luego descubre que todos sus empleados han dejado el trabajo para asistir a un alegre memorial de temática azul para Deni ("Morir contigo"); Kofi le dice a Red que finalmente "obtuvieron su día". En un epílogo, Kofi comienza a contarle a su hijo una historia sobre cómo los sueños se hacen realidad.

## Elenco
- Donald Glover como Deni Maroon, un músico cubano que "está decidido a organizar un festival para su comunidad isleña"[3][4]
- Rihanna como Kofi Novia, la novia e inspiración musical de Deni[3][4]
- Letitia Wright como Yara Love
- Nonso Anozie como Red, "un magnate de la isla sombría" cuyos intereses comerciales entran en conflicto con el festival de Deni[4]
- Betiza Bistmark Calderón como Emani Dune
- Yansel Alberto Monagas Pérez como Coley
- Ayensi Amilgar Jardines Delgado como Dodo
- Karla Talía Pino Piloto como Zoila
- Alain Jonathan Amat Rodríguez como Mapi
- Thalía Rosa Alfonso Gómez como Secretaria de Red Cargo

## Producción
En agosto de 2018, se informó que los actores y músicos Donald Glover y Rihanna habían estado filmando un proyecto secreto en Cuba titulado Guava Island durante todo ese verano. El colaborador de Glover en Atlanta, Hiro Murai, estaba dirigiendo, con Letitia Wright y Nonso Anozie también involucrados.

## Música
La partitura de la película fue compuesta por Michael Uzowuru, y su banda sonora también incluye varias canciones interpretadas por Glover como Childish Gambino :

| Featured songs |                      |             |          |  |
| N.º            | Título               | Producer(s) | Duración |  |
| 3.             | «Summertime Magic»   |             |          |  |
| 16.            | «Diálogo Colombiano» |             |          |  |
| 17.            | «Time»               |             |          |  |
| 18.            | «Die With You»       |             |          |  |

## Realización
El tráiler del largometraje se estrenó el 24 de noviembre de 2018 en el festival PHAROS de Nueva Zelanda. Las imágenes mostraban a Glover cantando y tocando una guitarra en presencia de Rihanna, quien interpreta a su novia en la pantalla. El 5 de abril de 2019, aparecieron anuncios de Guava Island en Spotify que indicaban que algo sucedía en "Sábado por la noche | 13 de abril". La película debutó en Coachella el 11 de abril de 2019. Ese mismo fin de semana, Glover actuó en el Festival de Música y Artes de Coachella Valley. El anuncio de 30 segundos presenta a Glover cantando y termina con "Los veré en el espectáculo, a todos". Al hacer clic en el anuncio, se accede a la lista de reproducción Rap Caviar seleccionada por Spotify, que fue "presentada por Guava Island" para los usuarios de Spotify. Más tarde se reveló que Amazon Studios distribuiría la película, y Regency Enterprises había financiado la película, y se estrenó el 13 de abril

## Recepción
As of October 2021[update], the film holds a 74% approval rating on Rotten Tomatoes, based on 43 reviews with an average rating of 6.6/10. The website's critics consensus reads: "Thematically ambitious if occasionally somewhat obtuse, Guava Island adds another intriguing chapter to a talented team's burgeoning filmography." On Metacritic, it has a weighted average score of 64 out of 100, based on eight reviews, indicating "generally favorable" reviews. It received a nomination for the Critics' Choice Television Award for Best Movie Made for Television. Peter Debruge, de la revista Variety, escribe que "la película sirve como una Purple Rain más corta y ajustada, una historia de origen automitificada del artista anteriormente conocido como Childish Gambino, reintroducido aquí como Deni Maroon". Debruge expresa su decepción porque la película presenta menos música de la esperada y que Rihanna no canta. Elogia la película porque "se conecta directamente con el espíritu de la época, respondiendo al conflicto con un llamado al amor". Joelle Monique de The AV Club le dio a la película una C+, resumiendo su reseña: "Corta, dulce y concisa Guava Island demuestra ser un pequeño número musical pegadizo".

En Rolling Stone, el guionista de Guava Island, Stephen Glover, hermano de Donald, señala una relación de la trama y los temas con la vida y la reciente muerte del rapero estadounidense Nipsey Hussle. También analiza la "idea del capitalismo en Estados Unidos y cómo ha dejado a la gente fuera a lo largo de los años. Pero al mismo tiempo, tiene el poder de empoderarte si puedes manejarlo. La idea del capitalismo y la relación que tienen especialmente los negros con el capitalismo es algo que nos interesa".